# Takehiro Kashima
Takehiro Kashima (Osaka, 16 de julho de 1980) é um ex-ginasta japonês que competiu em provas de ginástica artística.
Takehiro fez parte da equipe olímpica japonesa que disputou os Jogos Olímpicos de Atenas, em 2004 e os Jogos Olímpicos de Pequim, em 2008. Em Atenas, fora campeã da prova coletiva e medalhista de bronze no cavalo com alças, quatro anos mais tarde, encerrou medalhista de prata por equipes, superado pela equipe anfitriã.